# La Calera, San Luis Potosí
La Calera är en ort i Mexiko.   Den ligger i kommunen Ciudad Valles och delstaten San Luis Potosí, i den centrala delen av landet, 270 km norr om huvudstaden Mexico City. La Calera ligger 68 meter över havet och antalet invånare är 545.
Terrängen runt La Calera är huvudsakligen platt, men åt nordost är den kuperad. Runt La Calera är det ganska tätbefolkat, med 72 invånare per kvadratkilometer. Närmaste större samhälle är Ciudad Valles, 12,2 km nordväst om La Calera. Omgivningarna runt La Calera är en mosaik av jordbruksmark och naturlig växtlighet.